# Xã Richwoods, Quận Lonoke, Arkansas
Xã Richwoods (tiếng Anh: Richwoods Township) là một xã thuộc quận Lonoke, tiểu bang Arkansas, Hoa Kỳ. Năm 2010, dân số của xã này là 193 người.